# Michel Aebischer
Pour les articles homonymes, voir Aebischer.
Michel Aebischer, né le 6 janvier 1997 à Fribourg, est un footballeur suisse évoluant au poste de milieu de terrain au Pise SC, en prêt de Bologne FC.

## Biographie

### En club

#### BSC Young Boys (2015-2022)
Après deux années passées au centre de formation du BSC Young Boys, Michel Aebischer fait ses débuts dans le championnat de Suisse le 10 septembre 2016 face au FC Lucerne. Il est pour la première fois titulaire le 3 décembre 2016, lors d'une victoire 3-1 face au FC Bâle. Le 17 février 2017, il signe un contrat professionnel de longue durée prenant fin en 2021 avec le club.
En 2018, il remporte le championnat de Suisse avec le BSC Young Boys. Mais aussi en 2019, 2020 et 2021,.
En 2020, il remporte la Coupe de Suisse de football avec le BSC Young Boys.

##### Prêt au Bologne FC (2022)
Le 25 janvier 2022, il est annoncé qu'il quitte Berner Sport Club Young Boys d'abord sous la forme de prêt jusqu'au 30 juin 2022 au Bologna Football Club 1909. 

#### Bologne FC (depuis 2022)
À l'issue de ce prêt, il rejoint définitivement le Bologne FC avec un contrat jusqu'en 2026.
Il remporte la Coupe d'Italie en mai 2025 avec le club italien grâce à un but de Dan Ndoye, le premier trophée du club depuis plus de 50 ans’.

### En équipe nationale
Avec les espoirs, il participe aux éliminatoires du championnat d'Europe espoirs 2019. 
En novembre 2019, à l’occasion des éliminatoires pour l’Euro 2020, il est appelé pour la première fois par Vladimir Petković en équipe de Suisse en remplacement du blessé Remo Freuler. Il honora sa première sélection le 18 novembre 2019, lors d'un match contre Gibraltar.
Le 9 novembre 2022, il est sélectionné par Murat Yakın pour participer à la Coupe du monde 2022.
En juin 2024, il figure dans la liste de 26 joueurs appelés par Murat Yakın pour l'Euro 2024. Titulaire lors du premier match face à la Hongrie, il réalise une partition sans faute en étant à l'origine du premier but suisse de Kwadwo Duah puis en inscrivant le deuxième but sur une frappe lointaine. Ce but est son premier sur la scène internationale. Les suisses s'imposeront sur le score final de 3-1. 

## Statistiques
| Saison                | Club                  | Championnat           | Championnat | Championnat | Coupe(s) nationale(s) | Coupe(s) nationale(s) | Compétition(s) continentale(s) | Compétition(s) continentale(s) | Compétition(s) continentale(s) | Sélection                            | Sélection | Sélection | Total | Total |
| Saison                | Club                  | Division              | M.          | B.          | M.                    | B.                    | Comp.                          | M.                             | B.                             | Équipe                               | M.        | B.        | M.    | B.    |
| 2015-2016             | BSC Young Boys II     | 1re ligue             | 17          | 3           | -                     | -                     | -                              | -                              | -                              | -                                    | -         | -         | 17    | 3     |
| 2016-2017             | BSC Young Boys II     | 1re ligue             | 8           | 5           | -                     | -                     | -                              | -                              | -                              | -                                    | -         | -         | 8     | 5     |
| 2017-2018             | BSC Young Boys II     | 1re ligue             | 1           | 0           | -                     | -                     | -                              | -                              | -                              | -                                    | -         | -         | 1     | 0     |
| 2018-2019             | BSC Young Boys II     | 1re ligue             | 2           | 1           | -                     | -                     | -                              | -                              | -                              | -                                    | -         | -         | 2     | 1     |
| Sous-total            | Sous-total            | Sous-total            | 28          | 9           | -                     | -                     | -                              | -                              | -                              | -                                    | -         | -         | 28    | 9     |
| 2016-2017             | BSC Young Boys        | Super League          | 14          | 1           | 1                     | 0                     | C3                             | 2                              | 0                              | Suisse -20 ans Suisse espoirs        | 2         | 0         | 21    | 1     |
| 2017-2018             | BSC Young Boys        | Super League          | 19          | 0           | 4                     | 0                     | C1 C3                          | 1 5                            | 0                              | Suisse -20 ans Suisse espoirs        | 5 1       | 0         | 35    | 0     |
| 2018-2019             | BSC Young Boys        | Super League          | 26          | 4           | 3                     | 0                     | C1                             | 6                              | 0                              | Suisse espoirs                       | 3         | 0         | 38    | 4     |
| 2019-2020             | BSC Young Boys        | Super League          | 32          | 3           | 6                     | 1                     | C1 C3                          | 2 6                            | 0                              | Suisse                               | 1         | 0         | 47    | 4     |
| 2020-2021             | BSC Young Boys        | Super League          | 27          | 2           | 1                     | 0                     | C1 C3                          | 2 9                            | 0                              | Suisse                               | 2         | 0         | 41    | 2     |
| 2021-2022             | BSC Young Boys        | Super League          | 15          | 2           | 2                     | 1                     | C1                             | 11                             | 1                              | Suisse                               | 4         | 0         | 32    | 4     |
| 2021-2022             | Bologne FC (prêt)     | Serie A               | 12          | 0           | -                     | -                     | -                              | -                              | -                              | Suisse                               | 3         | 0         | 15    | 0     |
| Sous-total            | Sous-total            | Sous-total            | 145         | 12          | 17                    | 2                     | -                              | 44                             | 1                              | Suisse -20 ans Suisse espoirs Suisse | 7 6 10    | 0         | 229   | 15    |
| 2022-2023             | Bologne FC            | Serie A               | 29          | 1           | 2                     | 0                     | -                              | -                              | -                              | Suisse                               | 3         | 0         | 34    | 1     |
| 2023-2024             | Bologne FC            | Serie A               | 23          | 0           | 4                     | 0                     | -                              | -                              | -                              | Suisse                               | 2         | 0         | 29    | 0     |
| Sous-total            | Sous-total            | Sous-total            | 52          | 1           | 6                     | 0                     | -                              | -                              | -                              | Suisse                               | 6         | 0         | 64    | 1     |
| Total sur la carrière | Total sur la carrière | Total sur la carrière | 225         | 22          | 23                    | 2                     | -                              | 44                             | 1                              | Suisse -20 ans Suisse espoirs Suisse | 9 6 13    | 0         | 287   | 25    |

## Palmarès
BSC Young Boys (5)
- Champion de Suisse en 2018 ; 2019 ; 2020 et 2021
- Vainqueur de la Coupe de Suisse en 2020
- Vice-champion de Suisse en 2017

 Bologne FC
- Coupe d'Italie (1) :
  - Vainqueur en 2025[10]’[11]